# Tobías Barros
Tobías Barros Ortiz (Santiago, 15 de octubre de 1894-ibidem, 25 de agosto de 1995) fue un militar y diplomático chileno.

## Primeros años
Fue hijo de General Tobías Barros Merino y de Julia Ortiz García. De 1902 a 1906 estudió en el Instituto Nacional. En 1908 estudio en la Escuela Real de Viena. En 1912 se graduó como oficial de artillería. La Escuela Militar paso en 1915 como Teniente.

### Matrimonio e hijos
Contrajo matrimonio con Carmen Raquel Alfonso Cavada, fue padre de la actriz Carmen Barros y de Tobías Barros Alfonso.

## Vida pública
Fue empleado en regimientos de artillería y en las Escuelas de Caballería y de Aviación. Fue comandado a Alemania, participó en diversos cursos especializados de la Reichswehr. Fue comandante del Regimiento "Chorrillos" de Talca. A partir del 23 de enero de 1925 fue secretario de la Junta de Gobierno. En 1933 ascendió al grado de coronel. De 1934 a 1938 fue adicto militar en Perú, fungió como jefe de la Oficina del Censo de Tacna, antes de un plebiscito que no llegó a realizarse. En 1937 fue retirado temporalmente.
En 1938 creó y dirigió la Alianza Popular para apoyar la candidatura presidential del General Carlos Ibáñez del Campo. En 1938 fue llamado al servicio activo. En 1940 fue retirado absoluto. Durante la Segunda Guerra Mundial, del 20 de julio de 1940 al 20 de enero de 1943 fue embajador en Berlín.
En 1944 regresó al Chile. En 1946 fue Secretario General de la Sociedad Nacional de Agricultura. De 1952 a 1953 fue embajador en Roma.
Entre 1954 y 1956 fue numerosas veces Ministro en el gabinete de gobierno de Carlos Ibáñez del Campo. Se encontró como titular de defensa, obras públicas y educación pública. En 1954 fue ministro de Relaciones Exteriores. De 1954 a 1955 fue ministro de Defensa Nacional. De 1955 a 1956 ministro de Educación Pública.
De 1961 a 1969 fue Secretario General de la Conferencia del Pacífico Sur'.

## Medallas y condecoraciones
- Orden del Águila Alemana (Gran Cruz, División Civil)
- Orden El Sol del Perú (Comendador) ( Perú)
- Orden de la Espada (Caballero de 1.ª. Clase) ( Suecia)